# Uniek Bedrijfsnummer
Een Uniek Bedrijfsnummer (UBN) is in Nederland een uniek nummer dat door de minister van Economische Zaken (tot 2010 de minister van Landbouw, Natuur en Voedselkwaliteit) wordt toegekend aan houders van runderen, varkens, pluimvee, schapen of geiten en aan houders van broedeieren, ter identificatie van hun bedrijf. Voor de houders van konijnen en huisdieren is alleen een UBN nodig wanneer deze dieren bedrijfsmatig worden gehouden. Voor particulieren die pluimvee houden is alleen een UBN nodig wanneer sprake is van bedrijfsmatig houden. Daarvan is sprake wanneer meer dan 250 kippen, kalkoenen, parelhoenders, eenden, ganzen, kwartels, duiven, fazanten, patrijzen en/of loopvogels worden gehouden. De toekenning van een UBN gebeurt in het kader van de wetgeving inzake verplichte dierregistratie- en administratie.

## Algemeen
Het UBN wordt geregistreerd in het identificatie- en registratiesysteem voor dieren, dat wordt beheerd door de Rijksdienst voor Ondernemend Nederland (tot 1 januari 2014 door de Dienst Regelingen). Meldingen van geboorte, aanvoer, afvoer, dood, enzovoorts worden door de rundveehouder aan het I&R-systeem gemeld en in een centrale databank vastgelegd. Op 10 december 2006 is het huidige I&R-systeem in productie genomen. Met dit systeem heeft de houder meer mogelijkheden om mutaties van de rundveestapel door te geven. De houder kan zelf op ieder moment gegevens raadplegen en herstellen.
De I&R-verplichtingen worden voorgeschreven op basis van een aantal regelingen. Deze regelingen
zijn:
- Regeling identificatie en registratie van dieren
- Regeling tarieven I&R.

Voor de locatie waar de dieren worden gehouden wordt een UBN toegekend (artikel 3 van de Regeling identificatie en registratie van dieren), dit wordt ook wel de Meldingseenheid (ME) genoemd. De volgende typen bedrijven worden als meldingseenheid geregistreerd:
- veehouderij
- slachtplaats
- evenemententerrein (keuring, tentoonstelling)
- verzamelplaats (veemarkt, kalververzamelplaats, exportverzamelplaats)

## Samenstelling UBN
Het UBN bestaat uit twee tot zeven cijfers en voldoet aan een checksum.
Als het UBN wordt voorgesteld door ABCDEFG, dan moet: 
(1 x G) + (3 x F) + (7 x E) + (1 x D) + (3 x C) + (7 x B) + (1 x A) een veelvoud van 10 zijn.
Als het UBN wordt voorgesteld door FG, dan moet: 
(1 x G) + (3 x F) een veelvoud van 10 zijn.
Deze checksum gaat op identieke wijze op voor alle andere getallen van drie tot zes cijfers.